# Golfe de Suez
Le golfe de Suez (en arabe خليج السويس) est la frontière naturelle occidentale de la péninsule de Sinaï. Orienté nord-ouest sud-est, il est limitrophe de la mer Rouge à son extrémité méridionale.  C’est un bassin relativement jeune remontant à 40 millions d'années. Il s’étire jusqu’à environ 170 milles (315 km) en direction du nord-ouest, se terminant à la ville égyptienne de Suez et à l'entrée du canal de Suez. Au milieu du golfe se trouve la frontière entre l'Afrique et l'Asie. À son embouchure, on trouve du pétrole et du gaz naturel, notamment le gisement de Gemsa. Ces hydrocarbures sont exploités depuis 1910. Diverses îles se situent dans la partie sud, parmi elles figure Shadwan, la plus méridionale du golfe.

## Géographie
L'Organisation hydrographique internationale détermine les limites du golfe de Suez de la façon suivante :
- Au sud : une ligne allant du Ra's Muhammad (27° 43′ 26″ N, 34° 14′ 50″ E) à la pointe sud de Jazīrat Shākir (27° 26′ 53″ N, 34° 01′ 46″ E) et de là vers l'ouest sur le parallèle 27° 26′ 53″ N jusqu'à la côte d'Afrique. (Note : Cette ligne correspond au détroit de Gubal).

## Histoire
Au Livre IX d’Histoire des plantes, Théophraste parle du « golfe des Héros », ancien nom du golfe de Suez comme de l’endroit dont est partie la circumnavigation d’Anaxicratès pour Alexandre

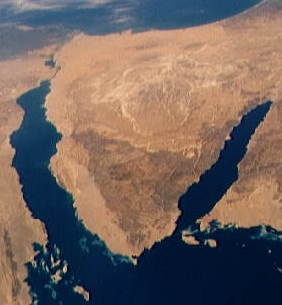
La péninsule de Sinaï et ses frontières ouest et est, respectivement le golfe de Suez à gauche et le golfe d'Aqaba à droite.

## Îles, récifs et épaves
Lien privilégié entre l'Orient et l'Occident depuis plusieurs millénaires, le golfe a de tous temps été parcouru par les navigateurs de toutes origines. Les îles et les récifs y sont nombreux, et les naufrages aussi. Les îles sont principalement situées au sud-ouest du golfe. De nombreux navires s'y sont échoués, de même que sur des récifs isolés.

### Îles
- Shadwan (شدوان جزير)
  - récif Sha'b Abu Nuhas. Épaves : Kimon M (1978), Marcus (1978), Olden (1987), Chrisoula K (1981), le Giannis D (1983), SS Carnatic (en) (1896)
- Gubal (Kebira) ou (Grande) Goubal (27° 38′ 30″ N, 33° 48′ 05″ E)
  - épaves : SS Ulysses (1887), Rosalie Moller (de) (1941)
- Gubal Saghira ou Petite Goubal (27° 40′ 29″ N, 33° 47′ 41″ E)
  - épaves : barge
- Siyul Kebira ou Grande Siyoul (27° 33′ 40″ N, 33° 52′ 37″ E)
- Siyul Saghira ou Petite Siyoul (27° 33′ 17″ N, 33° 51′ 12″ E)
- Tawila (جزر جوبال, 27° 35′ 40″ N, 33° 45′ 37″ E)
- Nord-Queisum (27° 42′ 07″ N, 33° 40′ 57″ E)
- Sud-Queisum (27° 40′ 44″ N, 33° 43′ 39″ E)
- Umm al Haymat (27° 39′ 56″ N, 33° 37′ 45″ E)
- Umm al Haymat as Saghira (27° 38′ 21″ N, 33° 40′ 22″ E)
- Ghanim (27° 46′ 01″ N, 33° 35′ 57″ E)

### Autres épaves notoires

#### Ras Mohammed
- SS Dunraven (en) (1876)
- SS Kingston (1881)
- SS Thistlegorm (1941)
- Yolanda (en) (1980)

## Sources